# Філ Гремм
Вільям Філіп «Філ» Гремм (англ. William Philip «Phil» Gramm; нар. 8 липня 1942, Форт Беннінг, Джорджія) — американський економіст і політик. Він представляв штат Техас в обох палатах Конгресу США, спочатку в Палаті представників з 1979 по 1983 (як демократ), з 1983 по 1985 (як республіканець), а потім у Сенаті з 1985 по 2002 (як республіканець).
У 1961 році закінчив Військову академію Джорджії (нині Академія Вудворд). У 1967 здобув докторський ступінь з економіки в Університеті Джорджії. Потім він до 1978 року викладав у Техаському університеті A&M.